# Phaenops knoteki
Phaenops knoteki ist ein Käfer aus der Familie der Prachtkäfer und der Unterfamilie Buprestinae. Die Gattung Phaenops ist in Europa mit vier Arten vertreten, weltweit werden bei GBIF 28 Arten gelistet. Ihre Verbreitungsgebiete liegen alle auf der nördlichen Halbkugel. Die Art Phaenops knoteki kommt in Europa in drei Unterarten vor (hellenica, ochsi, knoteki), außerdem gibt es noch die Unterarten Phaenops knoteki turcica und Phaenops knoteki barbeyi.

## Bemerkungen zum Namen
Die Erstbeschreibung des Käfers erfolgte 1889 durch Reitter unter dem noch heute gültigen Namen Phaenops knoteki. Der Käfer wurde nach J. Knotek benannt, der mehrere Exemplare bei Sarajewo gefunden hatte. Der Gattungsname Phaenops ist von altgriechisch φείνω phaino, deutsch ‚ich erscheine, ich glänze‘ und οψ ops, deutsch ‚Anblick‘ abgeleitet. Die Art Phaenops knoteki ist jedoch nicht auffallend glänzend wie einige andere Arten der Gattung.
Obenberger beschrieb aus Griechenland eine Variante Phaenops knoteki hellenica, die von Gutowski als Unterart eingestuft wurde. Nach Mühle liegen die Exemplare jedoch in der normalen Variationsbreite der Art. Ph. knoteki hellenica ist nach der Heimat Griechenland benannt.
Schaefer beschrieb 1947 die Unterart Phaenops knoteki ochsi aus Südfrankreich und benannte sie nach dem Sammler J. Ochs, aus dessen Sammlung die beschriebenen Tiere stammen.
Niehuis beschrieb 1991 die Unterart Phaenops knoteki turcica und benannte sie nach ihrer Heimat Türkei.

## Beschreibung des Käfers
|                                                 | |
| Abb. 1: Aufsicht                                | |
|                                                 | Abb. 2: Kopf von schräg vorn, Pfeil auf Erwei- terung des dritten Fühlersegments                                                    |
|                                                 | Abb. 3: rechte Hälfte des Halsschilds, teilweise getönt, grün: Richtung des Verlaufs der Rippen, blau: Einzelpunkte rot: Schildchen |
|                                                 | |
| Abb. 4: Ausschnitt linke Flügeldecke, oben Naht | |

Der Käfer wird sieben bis zehn Millimeter lang. Er ist oberseits oliv mit blaugrünlichem Schimmer gefärbt, die Unterseite ist schwarzblau oder dunkelgrün. Der Käfer ist knapp zweieinhalbmal so lang wie breit, kahnförmig, mit der breitesten Stelle etwas hinter der Mitte der Flügeldecken.
Der Kopf (Abb. 2) ist senkrecht zur Körperachse nach unten geneigt. Er ist kurz, die Augen groß, die Schläfen schmal. Der Kopfschild ist vorn schwach ausgebuchtet, nicht eckig eingedrückt. Der Kopf ist grob und dicht punktiert. Die braunen zehngliedrigen Fühler sind schon ab dem dritten Glied schwach sägeförmig erweitert (grüner Pfeil in Abb. 2). Die Fühler sind voneinander entfernt neben dem Vorderrand der Augen eingelenkt. Sie überragen den Hinterrand des Halsschildes nicht. Das zweite Fühlerglied ist wenig kürzer als das vierte.
Der Halsschild (Abb. 3) ist nach vorn deutlich verschmälert, am Kopf fast geradlinig begrenzt, an der Basis doppelbogig. Die Punktierung ist stark verrunzelt. Die Runzeln verlaufen in der Mitte quer. Zu den Seiten hin verlaufen sie schräg bis längs (Verlaufsrichtung grün in Abb. 3). Erst zum Rand zu sind wieder Einzelpunkte erkennbar (blauer Pfeil in Abb. 3). Vor dem Schildchen ist eine Grube lediglich angedeutet.
Das Schildchen (in Abb. 3 rot) ist klein und nicht in eine Spitze auslaufend. Es ist breiter als lang.
Die Flügeldecken sind sehr fein und unregelmäßig punktiert, die Punkte stehen manchmal paarweise dicht beieinander, häufig aber auch zu mehreren in einer Reihe (Abb. 4). Es sind keine Längsrippen erkennbar. Die Flügeldeckenenden sind einzeln breit abgerundet und nur schwach gezähnt. Die Flügeldecken sind abstehend fein behaart (in Abb. 1 bei voller Vergrößerung im Bereich der Hinterschenkel gut sichtbar).
Die Metacoxen sind nach innen verbreitert, nach außen kaum. Die Tarsen sind alle fünfgliedrig mit kleinem Krallenglied, die Krallen ungezähnt.
Das Mesosternum ist anscheinend völlig geteilt, die Mesosternaläste gut ausgebildet, die Metasternalnaht unterbrochen. Die Episternen des Metathorax sind sichtbar. Die Epimeren des Metasternums sind von der seitlichen Verbreiterung des Hinterleibs verdeckt. Das letzte Sternit hat keine Randfurche und trägt zwei Dornen. Es endet bei beiden Geschlechtern abgerundet.

## Larve
Die Larven der Gattung Phaenops haben die rechts abgebildete Form. 

## Biologie
Der Käfer entwickelt sich in Nadelbäumen der Gattung Abies. Er befällt durch Trockenheit oder anderweitig geschwächte Bäume und entwickelt sich dort in und unter der Rinde. Erholen sich die Bäume, geht auch der Befall zurück. Man findet den Käfer auf Stämmen und Ästen der Wirtspflanzen in Nadelwäldern. In Griechenland wurde die Art von Anfang Mai bis Mitte August gefunden. Bei einer quantitativen Untersuchung eines Waldstücks bei Athen wurde ein deutliches Flugmaximum Anfang Juli festgestellt.
Die Käfer ernähren sich von Blütenpollen, und die Paarung findet nahe den Stellen der Nahrungsaufnahme statt. Die Eier werden in Ritzen der Rinde vorzugsweise im unteren Bereich des Stammes der Tannen abgelegt (O – 130 cm), wo die Rinde eine ausreichende Dicke hat. Aber auch bei schwachem Befall findet man in Höhen über vier Meter noch Ausflugslöcher. Wie Messungen des Abstands der Schlupflöcher ergeben, scheint es jedoch einen Mechanismus zu geben, der verhindert, dass ideale Ablagestellen zu dicht mit Eiern belegt werden.

## Verbreitung
Der Käfer ist hauptsächlich in Südosteuropa beheimatet. Die westliche Verbreitungsgrenze der Art liegt im Südosten von Frankreich (Unterart Phaenops knoteki ochsi). Die nördlichsten Fundorte liegen in Polen, Österreich und der Ukraine. Die Südgrenze der Verbreitung läuft durch Italien, Kroatien, Bosnien und Herzegowina, und Montenegro bis Griechenland. Die Art fehlt in Deutschland, der Schweiz, Ungarn und dem Kosovo. Aus Albanien liegt eine Neumeldung vor. Außerdem ist die Art nach Sakalian aus der Südtürkei und Algerien gemeldet.